# Campeonato Catarinense
Het Campeonato Catarinense is het staatskampioenschap voetbal van de Braziliaanse staat Santa Catarina. Het staatskampioenschap wordt sinds 1924 georganiseerd en bestaat momenteel uit een eerste en een tweede divisie. In de beginjaren werden er regionale kampioenschappen georganiseerd en was de competitie een soort eindronde. Vanaf 1967 werd de competitie ingevoerd zoals deze al in andere staten gespeeld werd met promotie en degradatie. Door goede prestaties van de clubs kon de competitie van een negende plaats op de ranking van de CBF-ranking in 2008 stijgen naar een vierde plaats in 2015. Dit kwam voornamelijk door de aanwezigheid van vier clubs in de Série A, want de staat beschikt niet over topclubs zoals de competities die ze voorbijgestoken zijn. Na de topjaren kwam er al snel verval en in 2019 zakte de competitie naar de zesde plaats. Door deze notering mag Santa Catarina drie ploegen leveren voor de nationale Série D. In 2016 zakte de competitie opnieuw een plaatsje. Welke ploegen aan de Série D deelnemen wordt bepaald door de statelijke bond FCF. In principe zijn dit de die best presterende ploegen. Clubs die al in de Série C, Série B of Série A spelen worden daarbij overgeslagen. Net als de andere staatscompetities in Brazilië wil de competitieopzet van het kampioenschap van Santa Catarina nog weleens veranderen.
Officieel heet de competitie Campeonato Catarinense Série A, er zijn nog twee lagere reeksen, de Série B en Série C.

## Nationaal niveau
Bij de invoering van de eerste nationale competitie, de Taça Brasil in 1959 mocht de staat elk jaar de kampioen sturen. Metropol nam vijf keer deel, vijf andere clubs elk één keer. Bij het rivaliserende kampioenschap, Torneio Roberto Gomes Pedrosa (1967-1970), waaraan meerdere clubs uit de sterkere competities mochten deelnemen was er geen plaats voor de clubs uit Santa Catarina. Bij de start van de Série A was de staat er ook niet bij, pas van 1973 tot 1986 had de club elk jaar enkele rechtstreekse deelnemers. De vijf grootste clubs, Avaí, Criciúma, Joinville, Figueirense en Chapecoense speelden enkele seizoenen in de Série A en nadat de staat geen rechtstreekse deelnemer meer had degradeerden Joinville in 1987 en Criciúma in 1988. Criciúma kon van 1993 tot 1997, van 2003 tot 2004 en van 2013 tot 2014 in de Série A spelen. Figueirense speelde in 2002 voor het eerst terug in de Série A en is er met twee korte onderbrekingen een vaste waarde geworden. In 2009 kon ook Avaí terugkeren tot 2011 en opnieuw vanaf 2015. Chapecoense promoveerde in 2014 terug en in 2015 Joinville waardoor er voor het eerst sinds de jaren zeventig vier clubs uit de staat in de hoogste klasse spelen. Lang duurde het succesverhaal niet, Joinville en Avai degradeerden in 2015. Figueirense degradeerde een jaar later, maar stadsrivaal Avaí kon toen wel terugkeren. In 2016 won Chapecoense ook een internationale prijs met de Copa Sudamericana. De club bereikte de finale, maar op weg daarheen verongelukte het elftal in een vliegtuigcrash. Tegenstander, het Colombiaanse Atlético Nacional schonk de overwinning daarna aan de club. In 2017 degradeerde Avaí, waardoor er enkele jaren na de hoogconjunctuur nog maar één club uit de staat in de Série A overbleef. Avaí kon wel na één seizoen terugkeren. In 2019 degradeerde beide clubs uit de staat. Chapecoense kon na één seizoen terugkeren, maar degradeerde in 2021 opnieuw. 
Criciúma is met 24 seizoenen koploper in de  Série B, gevolgd door Avaí en Joinville. Een aantal andere clubs speelde ook in de Série B. Joinville degradeerde in 2016 voor de tweede keer op rij. In 2019 degradeerde Criciúma ook en een jaar later ook Figueirense. Brusque promoveerde dat jaar wel. Criciúma keerde in 2022 terug. 
Met negen seizoenen is Chapecoense koploper in de Série C voor de staat. Na de invoering van de Série D in 2009, werd het opzet van de Série C nu dat van de Série D waarvoor de staat elk jaar drie deelnemers mag afleveren. Chapecoense promoveerde in 2009 vanuit de Série D en stootte na drie jaar door naar de Série B en na één seizoen daar zelfs naar de Série A. In 2019 promoveerde Brusque naar de Série C.

## Winnaars
- 1924 - Avaí (Florianópolis)
- 1925 - Externato (Florianópolis)
- 1926 - Avaí (Florianópolis)
- 1927 - Avaí (Florianópolis)
- 1928 - Avaí (Florianópolis)
- 1929 - Caxias-SC (Joinville)
- 1930 - Avaí (Florianópolis)
- 1931 - Lauro Müller (Itajaí)
- 1932 - Figueirense (Florianópolis)
- 1933 - niet uitgespeeld
- 1934 - Catarinense (Florianópolis)
- 1935 - Figueirense (Florianópolis)
- 1936 - Figueirense (Florianópolis)
- 1937 - Figueirense (Florianópolis)
- 1938 - CIP (Itajaí)
- 1939 - Figueirense (Florianópolis)
- 1940 - Ypringang-SC (São Francisco do Sul)
- 1941 - Figueirense (Florianópolis)
- 1942 - Avaí (Florianópolis)
- 1943 - Avaí (Florianópolis)
- 1944 - Avaí (Florianópolis)
- 1945 - Avaí (Florianópolis)
- 1946 – niet gespeeld
- 1947 - América-SC(Joinville)
- 1948 - América-SC(Joinville)
- 1949 - Olímpico (Blumenau)
- 1950 - Carlos Renaux (Brusque)
- 1951 - América-SC(Joinville)
- 1952 - América-SC(Joinville)
- 1953 - Carlos Renaux (Brusque)
- 1954 - Caxias-SC (Joinville)
- 1955 - Caxias-SC (Joinville)
- 1956 - Operário-SC (Joinville)
- 1957 - Hercílio Luz (Tubarão)
- 1958 - Hercílio Luz (Tubarão)
- 1959 - Paula Ramos(Florianópolis)
- 1960 - Metropol (Criciúma)
- 1961 - Metropol (Criciúma)
- 1962 - Metropol (Criciúma)
- 1963 - Marcílio Dias (Itajaí)
- 1964 - Olímpico (Blumenau)
- 1965 - Internacional-SC (Lages)
- 1966 - Futebol Perdigão (Videira)
- 1967 - Metropol (Criciúma)
- 1968 - Comerciário* (Criciúma)
- 1969 - Metropol (Criciúma)
- 1970 - Ferroviário Tubarão (Tubarão)
- 1971 - América-SC(Joinville)
- 1972 - Figueirense (Florianópolis)
- 1973 - Avaí (Florianópolis)
- 1974 - Figueirense (Florianópolis)
- 1975 - Avaí (Florianópolis)
- 1976 - Joinville (Joinville)
- 1977 - Chapecoense (Chapecó)
- 1978 - Joinville (Joinville)
- 1979 - Joinville (Joinville)
- 1980 - Joinville (Joinville)
- 1981 - Joinville (Joinville)
- 1982 - Joinville (Joinville)
- 1983 - Joinville (Joinville)
- 1984 - Joinville (Joinville)
- 1985 - Joinville (Joinville)
- 1986 - Criciúma (Criciúma)
- 1987 - Joinville (Joinville)
- 1988 - Avaí (Florianópolis)
- 1989 - Criciúma (Criciúma)
- 1990 - Criciúma (Criciúma)
- 1991 - Criciúma (Criciúma)
- 1992 - Brusque (Brusque)
- 1993 - Criciúma (Criciúma)
- 1994 - Figueirense (Florianópolis)
- 1995 - Criciúma (Criciúma)
- 1996 -  Chapecoense (Chapecó)
- 1997 - Avaí (Florianópolis)
- 1998 - Criciúma (Criciúma)
- 1999 - Figueirense (Florianópolis)
- 2000 - Joinville (Joinville)
- 2001 - Joinville (Joinville)
- 2002 - Figueirense (Florianópolis)
- 2003 - Figueirense (Florianópolis)
- 2004 - Figueirense (Florianópolis)
- 2005 - Criciúma (Criciúma)
- 2006 - Figueirense (Florianópolis)
- 2007 -  Chapecoense (Chapecó)
- 2008 - Figueirense (Florianópolis)
- 2009 - Avaí (Florianópolis)
- 2010 - Avaí (Florianópolis)
- 2011 -  Chapecoense (Chapecó)
- 2012 - Avaí (Florianópolis)
- 2013 - Criciúma (Criciúma)
- 2014 - Figueirense (Florianópolis)
- 2015 - Figueirense (Florianópolis)
- 2016 -  Chapecoense (Chapecó)
- 2017 -  Chapecoense (Chapecó)
- 2018 - Figueirense (Florianópolis)
- 2019 - Avaí (Florianópolis)
- 2020 -  Chapecoense (Chapecó)
- 2021 - Avaí (Florianópolis)
- 2022 - Brusque (Brusque)
- 2023 - Criciúma (Criciúma)
- 2024 - Criciúma (Criciúma)

* Comerciário, kampioen in 1968, heet vandaag de dag Criciúma.

### Overwinningen per club
| Club           | Stad                 | Titels | Seizoenen                                                                                                  |
| -------------- | -------------------- | ------ | --- |
| Figueirense    | Florianópolis        | 18     | 1932, 1935, 1936, 1937, 1939, 1941, 1972, 1974, 1994, 1999, 2002, 2003, 2004, 2006, 2008, 2014, 2015, 2018 |
| Avaí           | Florianópolis        | 18     | 1924, 1926, 1927, 1928, 1930, 1942, 1943, 1944, 1945, 1973, 1975, 1988, 1997, 2009, 2010, 2012, 2019, 2021 |
| Joinville      | Joinville            | 12     | 1976, 1978, 1979, 1980, 1981, 1982, 1983, 1984, 1985, 1987, 2000, 2001                                     |
| Criciúma       | Criciúma             | 12     | 1968, 1986, 1989, 1990, 1991, 1993, 1995, 1998, 2005, 2013, 2023, 2024                                     |
| Chapecoense    | Chapecó              | 7      | 1977, 1996, 2007, 2011, 2016, 2017, 2020                                                                   |
| América        | Joinville            | 5      | 1947, 1948, 1951, 1952, 1971                                                                               |
| Metropol       | Criciúma             | 5      | 1960, 1961, 1962, 1967, 1969                                                                               |
| Caxias         | Joinville            | 3      | 1929, 1954, 1955                                                                                           |
| Carlos Renaux  | Brusque              | 2      | 1950, 1953                                                                                                 |
| Olímpico       | Blumenau             | 2      | 1949, 1954                                                                                                 |
| Hercílio Luz   | Tubarão              | 2      | 1957, 1958                                                                                                 |
| Brusque        | Brusque              | 2      | 1992, 2022                                                                                                 |
| Marcílio Dias  | Itajaí               | 1      | 1963 |
| Inter de Lages | Lages                | 1      | 1965 |
| Ferroviário    | Tubarão              | 1      | 1970 |
| Paula Ramos    | Florianópolis        | 1      | 1959 |
| Externato      | Florianópolis        | 1      | 1925 |
| CIP            | Itajaí               | 1      | 1938 |
| Catarinense    | Florianópolis        | 1      | 1934 |
| Lauro Müller   | Itajaí               | 1      | 1931 |
| Ypiranga       | São Francisco do Sul | 1      | 1940 |
| Operário       | Joinville            | 1      | 1956 |
| Perdigão       | Videira              | 1      | 1966 |

## Eeuwige ranglijst
Vetgedrukt de clubs die in 2025 in de hoogste klasse spelen. Enkel seizoenen vanaf 1967 worden weergegeven omdat voorheen enkel een eindronde van lokale kampioenen gespeeld werd. 
| Club                 | Stad                | /59 | Periode (1967-2025)                                          |
| -------------------- | ------------------- | --- | ------------------------------------------------------------ |
| Avaí                 | Florianópolis       | 58  | 1967-1993, 1995-                                             |
| Figueirense          | Florianópolis       | 58  | 1967-1986, 1988-                                             |
| Chapecoense          | Chapecó             | 52  | 1974-                                                        |
| Criciúma             | Criciúma            | 51  | 1967-1969, 1977-2021, 2023-                                  |
| Joinville            | Joinville           | 50  | 1976-                                                        |
| Marcílio Dias        | Itajaí              | 49  | 1967-1969, 1974-1998, 2000-2009, 2011-2012, 2014-2015, 2019- |
| Inter de Lages       | Lages               | 34  | 1967-1988, 1991-1995, 2001-2002, 2015-2018, 2024             |
| Brusque              | Brusque             | 30  | 1988-1993, 1995-1996, 1998-2001, 2006-2012, 2014, 2016-      |
| Blumenau             | Blumenau            | 29  | 1967-1985, 1988-1992, 1994-1998                              |
| Atlético Alto Vale   | Rio do Sul          | 24  | 1969-1985, 1997-2003                                         |
| Hercílio Luz         | Tubarão             | 24  | 1967-1973, 1975, 1984-1991, 1995, 2018-2019, 2021-           |
| Juventus de Jaraguá  | Jaraguá do Sul      | 21  | 1976-1980, 1991-1997, 2006-2008, 2010, 2013-2014, 2020-2022  |
| Próspera             | Criciúma            | 17  | 1967-1975, 1985-1989, 2007, 2021-2022                        |
| Carlos Renaux        | Brusque             | 16  | 1967-1971, 1974-1984                                         |
| Paysandu             | Brusque             | 16  | 1969-1973, 1976-1985, 1987                                   |
| Metropolitano        | Blumenau            | 15  | 2005-2017, 2019, 2021                                        |
| Atlético de Ibirama  | Ibirama             | 15  | 1994-1995, 2002-2010, 2012-2015                              |
| Tubarão              | Tubarão             | 14  | 1992-2005                                                    |
| Ferroviàrio          | Tubarão             | 14  | 1967-1971, 1976-1977, 1985-1991                              |
| Caçadorense          | Caçador             | 13  | 1977-1981, 1990-1995, 2001-2002                              |
| Caxias               | Joinville           | 13  | 1967-1975, 2002-2004, 2006                                   |
| América de Joinville | Joinville           | 9   | 1967-1975                                                    |
| Concórdia AC         | Concórdia           | 8   | 2011, 2018, 2020-                                            |
| Guarani de Palhoça   | Palhoça             | 8   | 2004-2008, 2013, 2015-2016                                   |
| Araranguá            | Araranguá           | 7   | 1989-1995                                                    |
| Joaçaba EC           | Joaçaba             | 7   | 1977-1983                                                    |
| Atlético Tubarão     | Tubarão             | 6   | 2008-2009, 2017-2020                                         |
| Almirante Barroso    | Itajaí              | 6   | 1967-1971, 2017                                              |
| Camboriú             | Camboriú            | 5   | 2012-2013, 2016, 2022-2023                                   |
| Guarani              | São Miguel do Oeste | 5   | 1974-1978                                                    |
| Olímpico             | Blumenau            | 4   | 1967-1970                                                    |
| Fraiburgo            | Fraiburgo           | 4   | 1999-2002                                                    |
| Guarani de Lages     | Lages               | 4   | 1967-1970                                                    |
| Barra                | Balneário Camboriú  | 4   | 2022-                                                        |
| Metropol             | Criciúma            | 3   | 1967-1969                                                    |
| Atlético Operário    | Criciúma            | 3   | 1967-1969                                                    |
| Cruzeiro             | Joaçaba             | 3   | 1967-1969                                                    |
| Comercial            | Joaçaba             | 3   | 1967-1969                                                    |
| Joaçaba              | Joaçaba             | 3   | 1983-1985                                                    |
| Atlético Lages       | Lages               | 3   | 2003-2005                                                    |
| Operário de Mafra    | Mafra               | 3   | 1977-1978, 1980                                              |
| Tiradentes           | Tijucas             | 3   | 2002-2004                                                    |
| Perdigão             | Videira             | 3   | 1967-1969                                                    |
| Kindermann           | Caçador             | 2   | 1999-2000                                                    |
| Concórdia EC         | Concórdia           | 2   | 1992-1995                                                    |
| Imbituba FC          | Imbituba            | 2   | 2010-2011                                                    |
| Lages EC             | Lages               | 2   | 1999-2000                                                    |
| Palmitos             | Palmitos            | 2   | 1976-1977                                                    |
| Vasco da Gama        | Caçador             | 1   | 1969                                                         |
| Atlético Chapecó     | Chapecó             | 1   | 2002                                                         |
| Concordiense         | Concórdia           | 1   | 1978                                                         |
| Tupi                 | Gaspar              | 1   | 1995                                                         |
| Imbituba AC          | Imbituba            | 1   | 1995                                                         |
| Joaçaba AC           | Joaçaba             | 1   | 2001                                                         |
| Lages FC             | Lages               | 1   | 1977                                                         |
| Lages FC             | Lages               | 1   | 2001                                                         |
| Sombrio              | Sombrio             | 1   | 1995                                                         |
| União                | Timbó               | 1   | 2005                                                         |
| Águia do Vale        | Timbó               | 1   | 2002                                                         |
| Xanxerense           | Xanxerê             | 1   | 1977                                                         |
| Botafogo             | Xaxim               | 1   | 1999                                                         |
| Atlético Catarinense | São José            | 1   | 2023                                                         |
| Nação                | Araquari            | 1   | 2024                                                         |
| Santa Catarina       | Rio do Sul          | 1   | 2025-                                                        |
| Caravaggio           | Nova Veneza         | 1   | 2025-                                                        |